# Якименко Григорій Савич
Григорій Савич Якименко (5 травня 1928, село Мар'янське, тепер Апостолівського району Дніпропетровської області — 5 лютого 2019, місто Алчевськ Луганської області) — український радянський діяч, директор Алчевського металургійного комбінату. Депутат Верховної Ради УРСР 11-го скликання. Кандидат економічних наук, професор, член-кореспондент Академії технологічних наук України.

## Біографія
У 1953 році закінчив Дніпропетровський металургійний інститут.
У 1953—1974 роках — помічник майстра, майстер, старший майстер, заступник начальника, начальник обтискного цеху, начальник виробничо-розпорядчого відділу Ворошиловського (Комунарського) металургійного заводу Ворошиловградської області.
Член КПРС з 1957 року.
У 1974—1980 роках — головний інженер Комунарського металургійного заводу.
У 1980—1990 роках — директор, генеральний директор Комунарського металургійного комбінату.
Потім  — на пенсії в місті Алчевську. Автор 5 книг, 56 винаходів.

## Нагороди
- орден Леніна
- орден Трудового Червоного Прапора
- орден «Знак Пошани»
- заслужений металург України (1996)
- медалі
- почесний громадянин міста Алчевська (.05.2003)